# 7232 Nabokov
7232 Nabokov è un asteroide della fascia principale. Scoperto nel 1985, presenta un'orbita caratterizzata da un semiasse maggiore pari a 2,3539514 UA e da un'eccentricità di 0,1847039, inclinata di 4,48918° rispetto all'eclittica.